# Kamouraska (regionalna gmina hrabstwa)
Kamouraska – regionalna gmina hrabstwa (MRC) w regionie administracyjnym Bas-Saint-Laurent prowincji Quebec, w Kanadzie. Stolicą jest miasto Saint-Pascal. Składa się z 19 gmin: 2 miast, 8 gmin, 7 parafii i 2 terytorium nie zorganizowanych.
Kamouraska ma 21 492 mieszkańców. Język francuski jest językiem ojczystym dla 99,2%, angielski dla 0,5% mieszkańców (2011).